# مارفن إسر
مارفن إسر (بالألمانية: Marvin Esser)‏ هو لاعب كرة قدم ألماني، ولد في 5 يناير 1994 في ديتس في ألمانيا. لعب مع فيهين فيسبادن.

## وصلات خارجية
- مارفن إسر على موقع قاعدة بيانات كرة القدم.إي يو (الإنجليزية)
- مارفن إسر على موقع عالم كرة القدم.نت (الإنجليزية)